# Шелкоплясов, Юрий Иванович
Юрий Иванович Шелкоплясов — советский хозяйственный, государственный и политический деятель, Герой Социалистического Труда.

## Биография
Родился в 1940 году в станице Егорлыкская. Член КПСС.
С 1954 года — на хозяйственной, общественной и политической работе. В 1954—2002 гг. — чабан в колхозе имени Пушкина станицы Александрийская Егорлыкского района, ученик слесаря-монтажника на стройке в Тирасполе, каменщик, бригадир, сварщик, бригадир сварщиков на строительном участке «Промстрой-1» треста Казасбестстрой Минтяжстроя Казахской ССР, бригадир комплексной бригады, монтажник стальных и железобетонных конструкций треста «Казасбестстрой» Министерства строительства предприятий тяжёлой индустрии Казахской ССР., плотник в строительно-монтажном управлении АМЭС-2 на строительстве Челябинской теплоэлектроцентрали-3.
Указом Президиума Верховного Совета СССР от 14 апреля 1975 года присвоено звание Героя Социалистического Труда с вручением ордена Ленина и золотой медали «Серп и Молот».
Делегат XXV съезда КПСС.
Умер в Житикаре в 2009 году.